# التنقيب عن النفط في بونتلاند
بدأ التنقيب عن النفط في بونتلاند المتمتعة بالحكم الذاتي في شمال شرق الصومال، في منتصف العقد الأول من القرن الحادي والعشرين بعد سلسلة من المفاوضات بين الإدارة الإقليمية وشركات النفط الأجنبية، في عام 2012 ظهرت بوادر وجود نفط خام في الآبار الاستكشافية.

## رؤية عامة

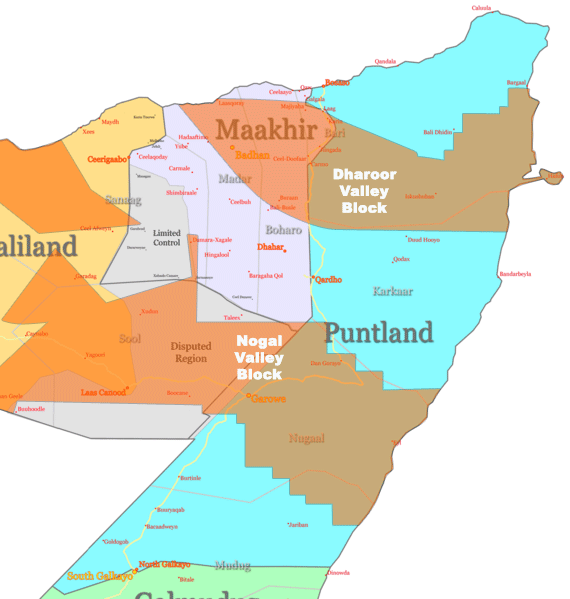
كتل استكشاف طرور ونوجال في بونتلاند.

تملك الصومال احتياطيات غير مستغلة من العديد من الموارد الطبيعية، من ضمنها اليورانيوم وخام الحديد والقصدير والجص والبوكسيت والنحاس والملح والغاز الطبيعي.
أصبحت منطقة بونتلاند الواقعة في شمال شرق الصومال، بمثابة النظير الجيولوجي لليمن حيث شكلت المنطقتان كتلة أرضية واحدة منذ حوالي 18 مليون سنة، قبل أن يتصدع خليج عدن ويفصل القرن الأفريقي عن شبه الجزيرة العربية. لذلك يُعتقد أيضًا أن احتياطيات النفط المكتشفة في تكوينات العصر الطباشيري والجوراسي في اليمن يحتمل وجودها في بونتلاند، حيث ربط علماء الجيولوجيا البترولية كتلتي نوغال وطرور بحوض جنوب اليمن مأرب - شبوة وسيئون - مسيلة. وأشرف على التنقيب عن النفط في بونتلاند وزير البترول الصومالي داود بيسينلي.

## اتفاقية عام 2005
في العقد الأول من القرن الحادي والعشرين، بدأت حكومة ولاية بونتلاند مفاوضات رسمية مع شركات النفط الأجنبية بشأن حقوق التنقيب في المنطقة، و منحت سلطات الولاية في أكتوبر 2005 شركة Range Resources حصة الأغلبية في ترخيصين كبيرين مُنحتا للشركة للتنقيب عن المعادن والمواد الهيدروكربونية، بالإضافة إلى الحقوق البحرية. وتمتد كتلتي نوجال و طرور البرية المعنية إلى 14.424 كيلومتر مربع و 24908 كيلومترات مربعة. بعد ذلك بعامين، حصلت شركة Range Resources على حصة بنسبة 100٪ في الكتلتين ومنحت 80٪ من هذه الحصة لصالح Canmex Minerals.
في الوقت الذي منحته فيه اتفاقية 2005 شركة Range Resources أحقية التنقيب عن النفط، كانت حكومة بونتلاند تحكم سيطرتها على وادي نوجال بأكمله. إلا أنه وفي عام 2007 بسطت أرض الصومال سيطرتها على الجزء الغربي من الوادي. ونظرًا للوضع الأمني الغير مستقر في هذا الجزء من كتلة نوجال، فقد أعطت شركة Range Resources عام 2011 الأولوية للحفر في وادي طرور.

## اتفاقية مشاركة الإنتاج في بونتلاند
في يناير 2007 وقّعت إدارة ولاية بونتلاند بقيادة الرئيس محمود موسى حرسي اتفاقية مشاركة المنتجات في بونتلاند (PSA) مع شركة Range Resources Limited وشركة Canmex Minerals التابعة لها.
بموجب شروط كل من الاتفاقية القائمة على حقوق الملكية واتفاقية تقاسم الأرباح، التزمت Canmex بفترتين على مدار ثلاث سنوات من التنقيب الشامل عن النفط في منطقتي نوجال و طرور، وتليها فترة جني الأرباح ومدتها 20 عامًا التي تدخل حيز التنفيذ في حالة توفر عائدات النفط التجارية، بالإذافة لوجود خيار لتمديد المدة لمدة 5 سنوات إضافية، وسيتم تخصيص الدخل الإجمالي لدفع الرسوم وتكاليف الإنتاج وصافي الأرباح، وسيتم خصم مدفوعات الرسوم للنفط الخام المنتج أولاً وسيتم إصدارها بشكل دوري إلى حكومة بونتلاند من قبل شركات النفط وفقًا للجدول أدناه.
| الإنتاج (برميل نفط يوميا) | الإنتاج (م 3 نفط في اليوم) | الرسوم |
| ------------------------- | -------------------------- | ------ |
| 0 إلى 25000               | 0 إلى 4000                 | 4.0%   |
| 25000 إلى 50000           | 4000 إلى 7900              | 5.0%   |
| 50000 إلى 75000           | 7900 إلى 11900             | 7.0%   |
| 75000 إلى 100000          | 11900 إلى 15900            | 9.0%   |
| 100000 وأكثر              | 15900 وأكثر                | 10%    |

بعد استقطاع الرسوم المذكورة، يتم تخصيص ما يصل إلى 70 ٪ من إجمالي الدخل لرأس المال غير المسترد ورأس المال التشغيلي ونفقات التشغيل. كما يتم تخصيص إجمالي الدخل المتبقي لتقاسم الأرباح، مع تخصيص 50٪ لحكومة بونتلاند و 50٪ لشركات النفط، وأي ضرائب مستقبلية تُفرض على الأنشطة البترولية ستدفعها أيضًا حكومة ولاية بونتلاند من خلال حصتها من أرباح النفط.
بعد انتخاب عبد الرحمن فرولي رئيسا لولاية بونتلاند عام 2009 سعت حكومة بونتلاند إلى إعادة التفاوض بشأن اتفاقية تقاسم الأرباح مع شركة Range Resources لضمان شروط أكثر ملاءمة للمنطقة.

## العائدات
في عام 2012 أعطت حكومة ولاية بونتلاند الضوء الأخضر لأول مشروع رسمي للتنقيب عن النفط في بونتلاند والصومال عمومًا. بتنفيذ شركة النفط الكندية أفريكا أويل (Canmex Minerals سابقا  ) وشريكتها Range Resources، وأدى الحفر الأولي في بئر Shabeel-1 في منطقة طرور في مارس 2012 إلى إنتاج النفط بنجاح.